# انجمن اسلامی دانشجویان مستقل
اتحادیه انجمن‌های دانشجویان مستقل دانشگاه‌های سراسر کشور یک سازمان دانشجویی در ایران است که در سال ۱۳۷۸ و از ائتلاف ۱۵ واحد انجمن اسلامی دانشجویان دانشگاه‌های ایران تأسیس شد. این انجمن‌ها پیش‌تر عضو «اتحادیه انجمن‌های اسلامی دانشجویان دانشگاه‌های سراسر کشور (دفتر تحکیم وحدت)» بودند، اما به علت اختلافات فکری با خط مشی دفتر تحکیم وحدت، از اتحادیه خارج شده و اتحادیهٔ دیگری را به وجود آوردند. انجمن‌های اسلامی دانشجویان مستقل در دانشگاه‌هایی که دفتر تحکیم وحدت صاحب دفتر باشد، با اضافه کردن پسوند «مستقل» به نام انجمن (به صورت انجمن اسلامی دانشجویان مستقل) مجوز فعالیت می‌گیرد.
به اعتقاد ملک‌زاده، درس وقایع تیر ۱۳۷۸ به نیروهای محافظه‌کار، اعمال قدرت و ایجاد انزوا برای مخالفان به صورت توأمان بود. در این زمان، هر چهار سازمان رسمی دانشجویی — اتحادیه انجمن‌های اسلامی دانشجویان مستقل به همراه اتحادیه جامعه اسلامی دانشجویان، بسیج دانشجویی و طیف شیراز از دفتر تحکیم وحدت، — متحدان نیروهای اصول‌گرا بودند.

## پیشینه
در سال‌های دههٔ ۱۳۲۰ در ایران، سازمان‌های مذهبی با گرایش‌های فرهنگی، آموزشی و بعضاً نیز سیاسی فعال بودند که از سال ۱۳۲۱، سازمان‌های مذهبی دانشجویی نیز به وجود آمدند. در سال ۱۳۲۰ و به فاصلهٔ کوتاهی پس از پایان سلطنت رضاشاه، سازمان مذهبی کانون اسلام توسط سید محمود طالقانی ایجاد شد. یک سال پس از آن بود که انجمن اسلامی دانشجویان در دانشکده پزشکی دانشگاه تهران تحت هدایت مهدی بازرگان که از اساتید دانشگاه تهران بود، بنیان نهاده شد.
با وقوع انقلاب اسلامی که دوران جدیدی از فعالیت انجمن‌ها را رقم زده بود، نمایندگانی از انجمن‌های اسلامی دانشگاه‌های تهران در شهریور ۱۳۵۸ اقدام به تأسیس اتحادیه انجمن‌های اسلامی دانشجویان دانشگاه‌های سراسر کشور با نام دفتر تحکیم وحدت کردند. اگرچه مرگ مشکوک علی شریعتی و سید مصطفی خمینی در سال ۱۳۵۶ موجب شعله‌ورتر شدن موج اسلام‌گرایی در جنبش دانشجویی شده و با پیروزی انقلاب اسلامی در سال ۱۳۵۷ و تأسیس اتحادیه انجمن‌های اسلامی دانشجویان (دفتر تحکیم وحدت) در سال ۱۳۵۸ به موقعیت بلامنازعی دست یافت، اما تقویت و تثبیت این موقعیت ناشی از واقعهٔ موسوم به تسخیر لانهٔ جاسوسی بود. با این که دفتر تحکیم وحدت، مؤسس تفکر اسلام‌گرایی نبود ولی همین واقعه موجب شد که دفتر تحکیم تا سال‌ها در رأس موج اسلام‌گرایی قرار گرفته و رهبری جنبش دانشجویی را به دست بگیرد. در سال‌های اولیهٔ پس از تصرف سفارت ایالات متحده آمریکا، دفتر تحکیم با بهره‌گیری از اعتبار این واقعه، نفوذ نسبتاً بالایی در نهادهای انقلابی مانند سپاه پاسداران انقلاب اسلامی و جهاد سازندگی پیدا کرد. دفتر تحکیم در سال‌های دههٔ ۱۳۶۰ و ۱۳۷۰ مورد حمایت دولت قرار داشته و به نقش‌آفرینی فعال در عرصهٔ سیاسی ایران مشغول بود. زمانی که بخشی از دفتر تحکیم در دههٔ ۱۳۷۰ به انتقاد از واقعهٔ تصرف سفارت آمریکا پرداخت، این پشتوانه از بین رفت و در نتیجه رهبری جنبش دانشجویی از دست دفتر تحکیم خارج شده و انشعاب‌های درونی در دفتر تحکیم شکل گرفت.
- انجمن‌های اسلامی دانشجویان (اکنون–۱۳۲۱)
  - اتحادیه انجمن‌های اسلامی دانشجویان در اروپا (اکنون–۱۳۴۴)
  - انجمن‌های اسلامی دانشجویان در آمریکا و کانادا (اکنون–۱۳۴۹)
    - سازمان دانشجویان ایرانی مسلمان (؟–۱۳۵۳)

  - اتحادیه انجمن‌های اسلامی دانشجویان ایرانی شبه‌قاره هند (اکنون–؟)
  - اتحادیه انجمن‌های اسلامی دانشجویان دانشگاه‌ها و مراکز آموزش عالی کشور (دفتر تحکیم وحدت) (اکنون–۱۳۵۸)
    - دانشجویان مسلمان پیرو خط امام (۱۳۵۹–۱۳۵۸)
    - اتحادیه انجمن‌های اسلامی دانشجویان و فارغ‌التحصیلان دانشگاه‌ها و مراکز آموزش عالی (جنبش اعتدال اسلامی) (۱۳۹۶–۱۳۶۴)
      - اتحادیه جامعه اسلامی دانشجویان (اکنون–۱۳۶۸)

    - اتحادیه ملی دانشجویان (دهه ۱۳۷۰)
    - جبهه متحد دانشجویی (دهه ۱۳۷۰)

    - اتحادیه انجمن‌های اسلامی دانشجویان مستقل (اکنون–۱۳۷۸)
    - دفتر تحکیم وحدت - طیف شیراز (۱۳۸۷–۱۳۸۰)
    - دفتر تحکیم وحدت - طیف علامه (۱۳۸۷–۱۳۸۰)
      - دفتر تحکیم وحدت - طیف دموکراسی‌خواه (۱۳۸۴–۱۳۸۲)

  - اتحادیه تشکل‌های اسلامی سیاسی دانشجویان دانشگاه آزاد اسلامی (اتحادیه اول) (اکنون–۱۳۷۷)
  - سازمان اسلامی دانشجویان ایران (سادا) (اتحادیه دوم) (اکنون–۱۳۸۱)
  - مجمع تشکل‌های اسلامی دانشجویان دانشگاه آزاد اسلامی (اتحادیه سوم) (اکنون–۱۳۸۱)

تعدادی از انجمن‌های عضو دفتر تحکیم وحدت روز ۸ آبان ۱۳۵۸ نشستی را در محل دانشگاه تربیت معلم برگزار کرده و تصمیم خود مبنی بر انشعاب را به علت‌هایی همچون «خالی بودن فضای دانشگاه‌ها از نقد منصفانه»، «تقویت مبانی غیرایدئولوژیک در تفکرات گردانندگان دفتر تحکیم وحدت» و «عدم توجه به سازوکار دموکراتیک در انتخابات دفتر تحکیم وحدت» اعلام کردند. بروز انشعاب‌های متعدد در دفتر تحکیم مانند تأسیس اتحادیه انجمن‌های اسلامی دانشجویان مستقل یا اعلام استقلال طیف علامه را می‌توان به منزلهٔ آغاز موج جدیدی از جنبش دانشجویی محسوب کرد.

## پی‌نوشت‌ها